# Boophis majori
Espèce
Synonymes
- Rhacophorus majori Boulenger, 1896

Statut de conservation UICN

 VU B1ab(iii) : Vulnérable
Boophis majori est une espèce d'amphibiens de la famille des Mantellidae.

## Répartition
Cette espèce est endémique de Madagascar. Elle se rencontre entre 100 et 1 500 m d'altitude dans le centre-Est de l'île.

## Étymologie
Cette espèce est nommée en l'honneur de Charles Immanuel Forsyth Major.

## Publication originale
- Boulenger, 1896 : Descriptions of new Batrachians in the British Museum. The Annals and Magazine of Natural History, sér. 6, vol. 17, no 101, p. 401-406 (texte intégral).